# Мисбахов, Ильнар Вакилович
Ильна́р Ваки́лович Мисба́хов (род. 22 ноября 1983, Брежнев, Татарская АССР) — российский  хоккеист, выступавший за клубы главных хоккейных лиг России, Белоруссии и Казахстана.

## Биография
До 9 класса учился в школе № 35 города Набережные Челны, с 10 класса (специализированный спортивный класс) — в Нижнекамске.
Воспитанник хоккейной школы нижнекамского клуба «Нефтехимик», во втором составе которого и дебютировал в 1999 году и который представлял до 2003 года в первой российской лиге. В сезоне 2002/2003 привлекался в состав клуба высшей лиги «Нефтяник» Лениногорск, и в основной состав «Нефтехимика», игравший в Суперлиге.
В сезоне 2003/2004 в составе клуба «Брест» принимал участие в чемпионате Белоруссии. В том же сезоне вернулся в российскую высшую лигу, клубы которой представлял до 2010 года: пензенский «Дизель» (2003—2006), курганское «Зауралье» (2005/2006), кирово-чепецкую «Олимпию» (2006/2007, завершил этот сезон в клубе первой лиги Оренбурггазпром-Университет»), лениногорском «Нефтянике» (2007/2008), орском «Южном Урале» (2008—2014). После образования Высшей хоккейной лиги, одним из основателей которой выступил клуб из Орска, и до 2016 года представлял клубы этой лиги: волжскую «Ариаду» (2013/2014 и 2015/2016) и пермский «Молот-Прикамье» (2014/2015).
С 2016 года  продолжил карьеру в чемпионате Казахстана в составе клуба «Алматы», а 6 декабря 2017 года перешёл в «Кулагер» Петропавловск.
В 2019 года вошёл в тренерский штаб самарского клуба ЦСК ВВС (тренер нападающих). 29 апреля 2020 года покинул клуб в связи со сменой тренерского штаба.

## Семья
Есть сестра Гульнара (младше на 4 года).